# Thomas DiLorenzo
Thomas J. DiLorenzo (1954) è un economista statunitense, esponente della scuola austriaca, membro di spicco del Ludwig von Mises Institute, fa anche parte del League of the South Institute e dell'Abbeville Institute.

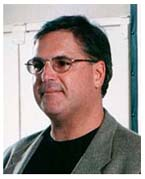
Thomas DiLorenzo

DiLorenzo ha scritto o partecipato alla scrittura di diversi libri, tra i quali ricordiamo: The Real Lincoln: A New Look at Abraham Lincoln, His Agenda, and an Unnecessary War; How Capitalism Saved America: The Untold History of Our Country, From the Pilgrims to the Present e  Lincoln Unmasked: What You're Not Supposed To Know about Dishonest Abe.
DiLorenzo ha spesso parlato a favore della formazione degli Stati Confederati d'America, difendendo specialmente il loro diritto a secedere dall'Unione; questa sua posizione è molto vicina a quella di Lysander Spooner. Ha anche criticato la visione comune che vede il New Deal come sistema di successo che abbia permesso l'uscita dalla Grande depressione.
Negli ultimi tempi DiLorenzo è stato spesso oratore di punta dei convegni organizzati dal Ludwig von Mises Institute.